# Хойбесштрассе (Бенрат)
Хойбесштрассе (нем. Heubesstraße) — улица в административном районе Бенрат города Дюссельдорфа (Северный Рейн-Вестфалия, Германия).

## Положение
Улица Хойбесштрассе соединяет почти по прямой улицы «Бенратер Шлоссаллея» (Benrather Schloßallee) и «Хильденер Штрассе» (Hildener Straße), но движение транспорта здесь запрещено (кроме пассажирского общественного, такси и владельцев автомашин местных домов). Хойбесштрассе пересекает улицу «Паулиштрассе» (Paulistraße), по которой частный автотранспорт имеет возможность попадать на автопарковку под скоростной дорогой-улицей Мюнхенер Штрассе (Münchener Straße) у железнодорожного вокзала. Улица имеет характер широкой (27 метров) аллеи между Бенратер Шлоссаллеей и вокзалом, но после поворота от вокзала к Хильденер Штрассе носит характер узкой автобусно-трамвайной линии.

## Название
Впервые название улицы появляется в 1909 году, когда начинается местная застройка.
Название посвящено Иоанну Фердинанду Хойбесу (Iohann Ferdinand Heubes) (18.06.1770 — 15.07.1863, Дюссельдорф) — священнику местной Бенратской католической церкви Святой Кикилии, в которой священник прослужил 60 лет с 1804 по 1863 год и чей юбилей широко отмечался в Бенрате, как всеми любимого и уважаемого проповедника. Он был папским прелатом, почётным каноником Кёльна, и именно он спас чудотворный образ Чёрной Мадонны Бенратской после разрушения французской оккупационной властью часовни Марии Айнзидельской, спрятал образ, а потом, после сокрушения армии Наполеона, перенёс его в приходскую церковь Бенрата. Ныне к этому образу уже более 300 лет совершается ежегодное массовое паломничество.
Семейство священника Иоанна Хойбеса тесно связано с Дюссельдорфом. Его предшественники были крупными дюссельдорфскими судовладельцами. Последователь Ханс Фридрих Йозеф Хойбес (13.01.21 — 13.02. 1985) стал известным предпринимателем и, главное, историком-исследователем генеалогии семей Дюссельдорфа. Уходя из жизни Ханс Хойбес оставил так называемый «Хойбес-архив», в котором насчитывается 150 томов прослеженных родственных связей жителей города, полностью взятые в городской архив Дюссельдорфа.
В период фашистской диктатуры название улицы в честь католического священника оказалось неугодной властям Дюссельдорфа и улица в 1938 году была переименована во Фрайхер-фон-Фрич-Штрассе (Вернер фон Фрич — главнокомандующий сухопутными войсками Третьего Рейха, родившийся во дворце Бенрат и погибший под Варшавой 22 сентября 1939 года. 14 июля 1945 года улице было возвращено её первоначальное название. 21 декабря 1979 года, в связи со строительством рядом с вокзалом автостанции Бенрат была ликвидирована улочка Колпингштрассе и новый трамвайный путь от вокзала до Хильден Штрассе добавили к Хойбесштрассе. Таким образом улица получила необычный современный вид в форме буквы «Г».

## Достопримечательности

### Железнодорожный вокзал

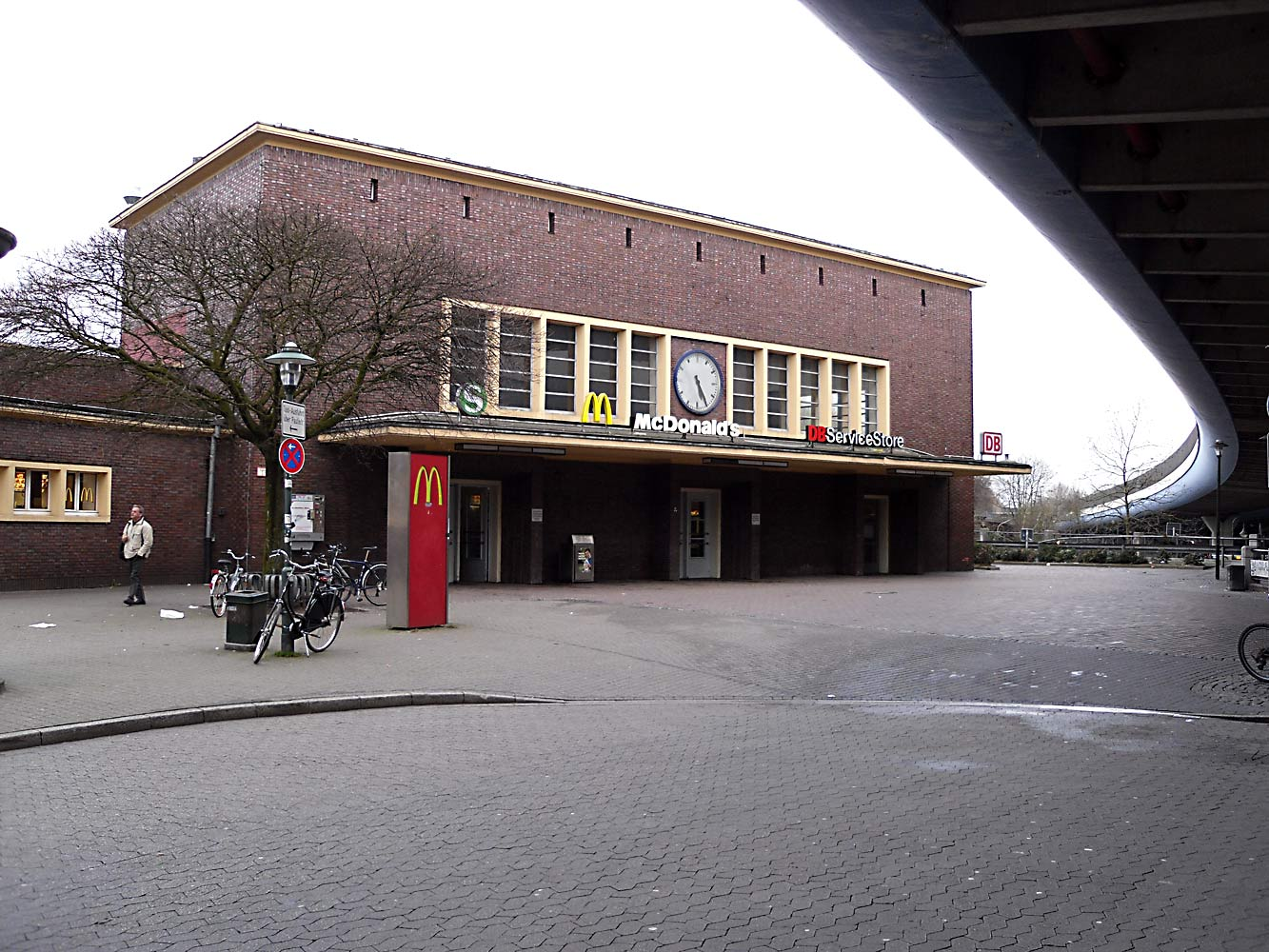
Фасад вокзала Бенрат.

Вокзал Бенрат находится по адресу «Хойбесштрассе,23». 23 января 1998 года сооружения вокзала стали под защиту закона, как объекты технического искусства. Современное здание вокзала было открыто в 1932 году. Его архитектурный стиль — „Новое строительство“ (направление модерна), появившийся в Германии в 20-е годы XX века. Но ужу в 1933 году новая власть Германии в лице национал-социалистов, запретила строить в таком стиле, посчитав его дегенеративным направлением в архитектуре. Здание вокзала облицовано ольденбургским клинкером. На вокзале три входа к платформам: два являются главными дверьми, а один находится со стороны автостанции и он действует круглосуточно.
В первые десятки лет перед входов в вокзал находилась большая цветочная клумба с розами, но после строительства в 1979 году скоростной автомагистрали и открытия в вырытом рядом с вокзалом котловане для новой автобусной станции, из-за недостаточности площади, клумба была удалена. В настоящее время здесь находятся велосипедные парковки.
Вокзал Бенрат является после наиболее посещаемым вокзалом Дюссельдорфа (после центрального вокзала). Ежедневно через него проходит 25-30 тысяч пассажиров. 25 мая 1965 года на вокзале была сделана остановка специального поезда с королевой Англии Елизаветой II. Она посетила бенратский дворец.

### Скульптура „Икар“

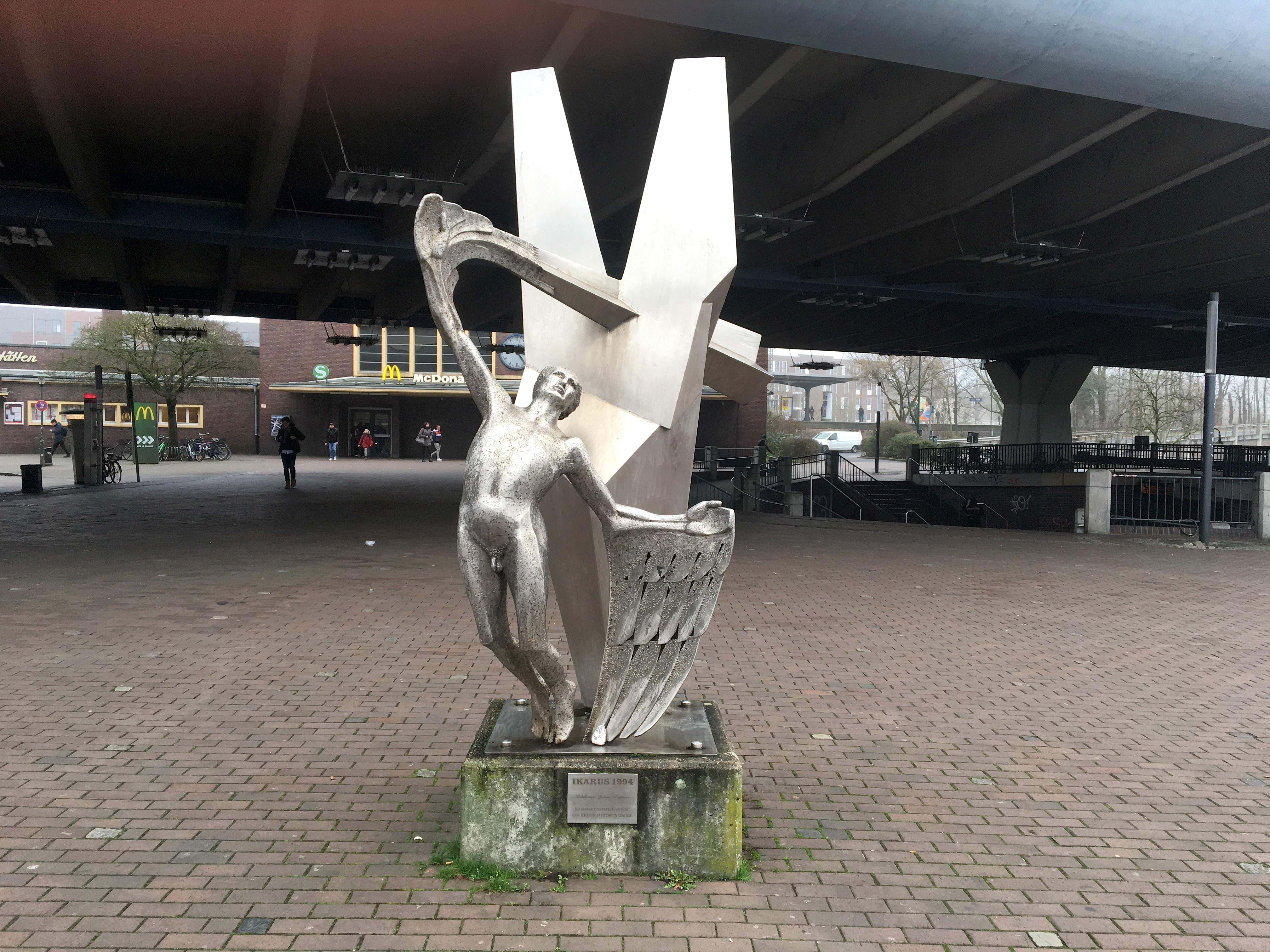
Скульптура Икара у вокзала Бенрат.

Скульптура, изображающая легендарного персонажа древнегреческой мифологии Икара в тот момент, когда он, примерив крылья, отправляется в полёт. Скульптура изготовлена местным художником Юлиусом Виммером из нержавеющей стали неподалёку отсюда, на бенратском заводе легированной стали Нироста (Nirosta), окончательно закрытом в 2018 году.
Скульптура высотой 3.20 м была торжественно открыта 25 ноября 1994 года и зарегистрирована среди охраняемых памятников культуры Дюссельдорфа под номером KA.SB.471.
Юлиус Виммер родился в 1932 году. Начал свою профессиональную деятельность слесарем, контролёром измерительных приборов и электросварщиком. В последующем, при финансовой поддержке скульпторов Ганса Сиверса и Юппа Рюбсама, развил свою собственную художественную деятельность и стал членом Дюссельдорфской ассоциации художников Малькастен (Malkasten). Организацией выставок начал заниматься с 1968 года. С одной стороны его творчество имеют мифологические корни, а с другой — тесно связано с реальной жизнью и природой.
Последняя скульптура Виммера из нержавеющей стали была установлена скульптором на границе Урденбаха и Бенрата в 2017 году.

### Охраняемая законом липовая аллея

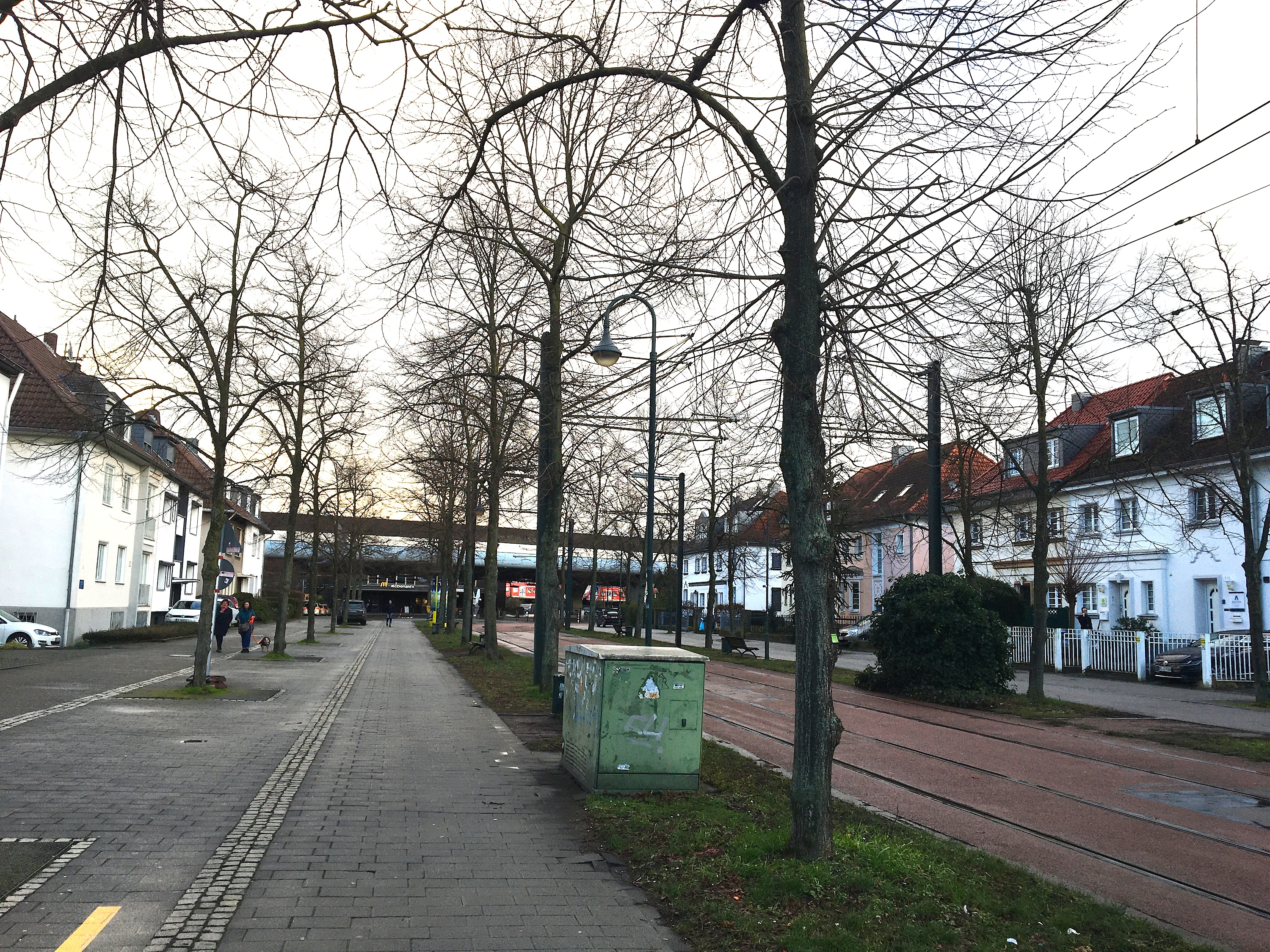
Охраняемая законом липовая аллея AL-D-0086

На улице Хойбесштрассе липовая аллея поставлена под охрану закона 12 декабря 2014 года, согласно принятому в Северном Рейне-Вестфалии параграфу 47a LG об охране аллей. Аллея двойная, состоящая их четырёх рядов молодых лип. Деревья посажены с 1976 по 2000 год, но абсолютное большинство из них — в 1990 году. Длина аллеи — 198 метров. Толщина деревьев от 14 до 38 см. В связи с молодостью деревьев аллеи кроны лип небольшие, не образуют в летнее время сомкнутого шатра, поэтому аллея всегда выглядит светлой.
Липовая аллея имеет природоохранный код: AL-D-0086, в котором AL — аллея, D — Дюссельдорф и 0086 — номер аллеи по каталогу охраняемых аллей города).
В России данный вид липы называется липой европейской (также липой обыкновенной или сердцелистной) (лат. Tilia europaea). В Европе и в Германии в частности принято другое латинское название — Tilia cordata × Tilia platyphyllos, что говорит о гибридном происхождении вида при скрещивании из двух других: липы сердцевидной (Tilia cordata) и липы крупнолистной (Tilia platyphyllos). Данный вид лип является медоносом и цветёт в Бенрате в июне. В культуре весьма ценится как один из наиболее декоративных и медоносных видов лип. Является долгожителем (живёт более тысячи лет).
На основной части улицы (от пересечения с Паулиштрассе до вокзала) ряды лип делят улицу на четыре полосы: самая широкая средняя предназначена для общественного транспорта, у чётных домов (южная сторона аллеи) — полоса для такси, у нечётных домов (северная часть аллеи) — для пешеходов и велосипедистов (раздельные полосы).

## Новое строительство
Все здания на улице были построены в первой половине XX века и только в 2019 году началась первая реконструкция. Был снесён дом № 5, в котором жил ювелир и работала ювелирная мастерская. На этом месте, согласно проекту, разработанному архитектурным бюро Jakob Durst GmbH & Cie из Мёнхенгладбаха, будет построен пятиэтажный девятиквартирный дом (на каждом этаже по две трёхкомнатых люксовых квартиры, а верхняя квартира — пентхаус).
Проект здания носит название „Калион — жильё у дворца Бенрат“. Слово „Калион“ (нем. Calion) состоит из частей английских слов: Ка (castle-крепость, или замок: как его называют в Бенрате) и „лион“ (Lion-лев). Этим подразумевается, что здание связано с Бенратом, в гербе которого находится лев — основная часть герба герцогов Бергских, летней резиденцией которых был дворец Бенрат. Авторы проекта считают, что здание относится к архитектурному классицизму.
Фирма известна тем, что строит жилые дома в самом современном стиле, а один из её архитектурных объектов (крытый плавательный бассейн в Райдте, построенный в 1965—1969 годах) признан в 2008 году памятником архитектуры Мёнхенгладбаха.

Дом номер 5: 2020-2023 гг.
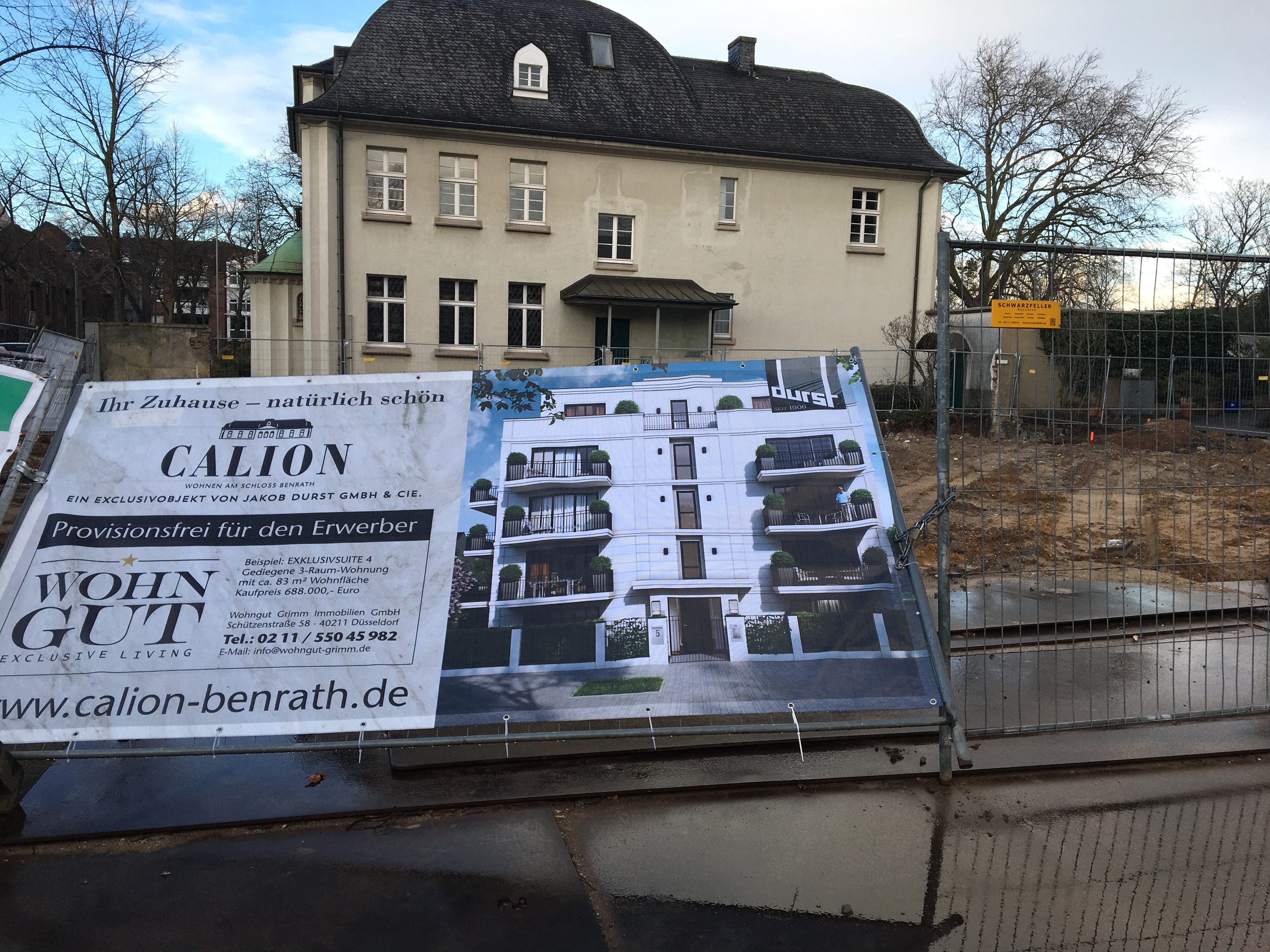
Февраль 2020 года
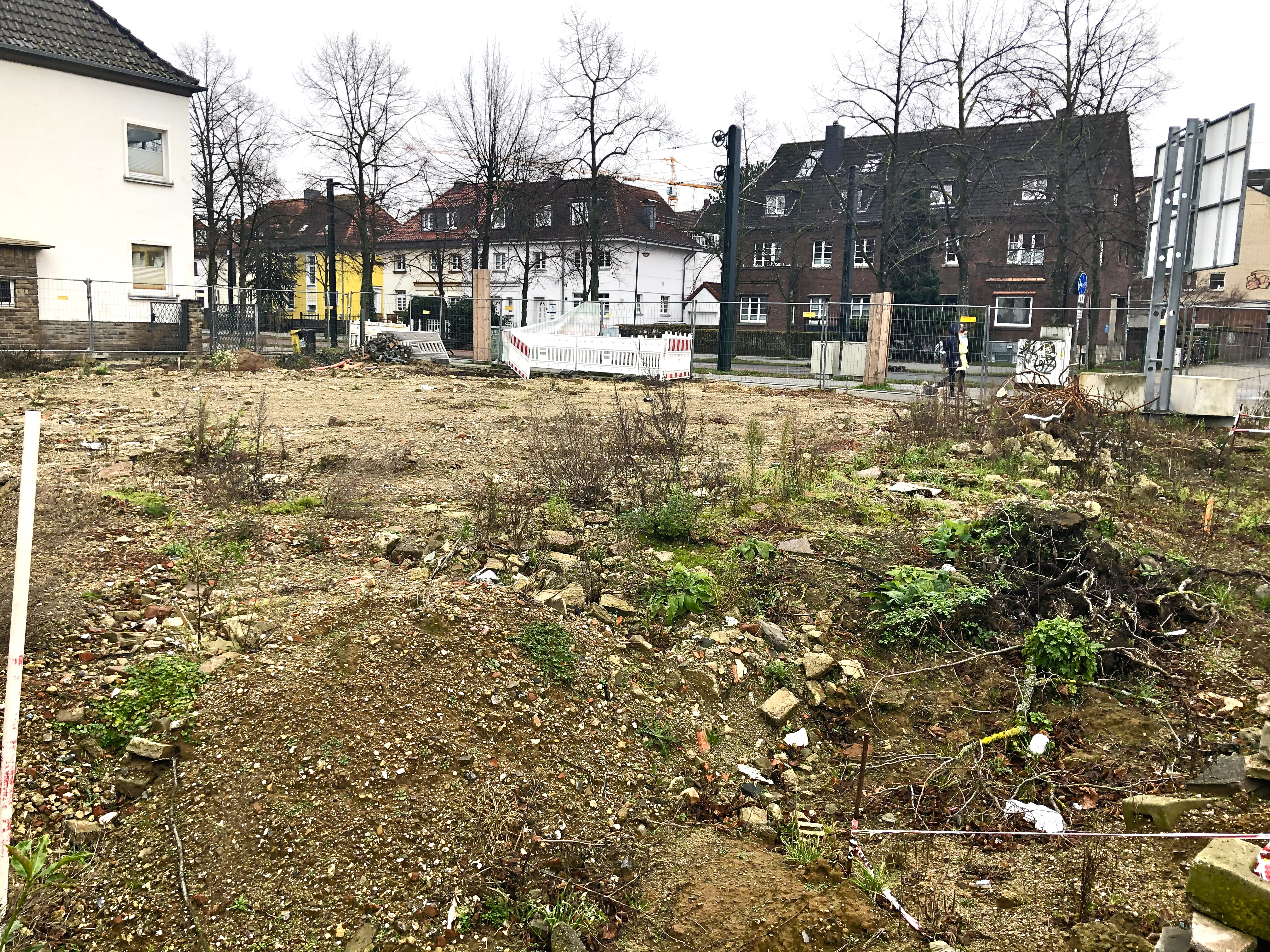
Январь 2021 года
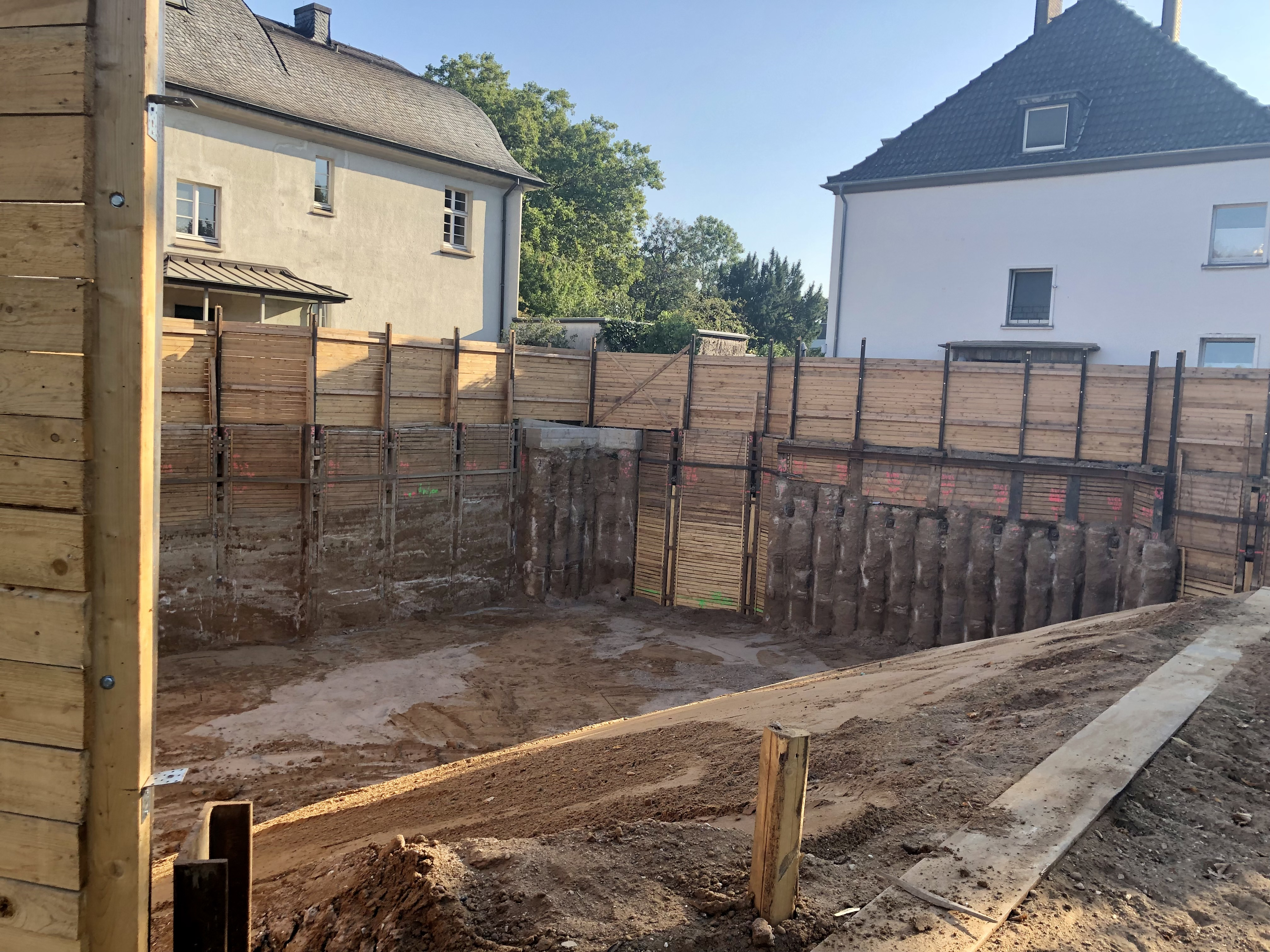
Сентябрь 2021 года
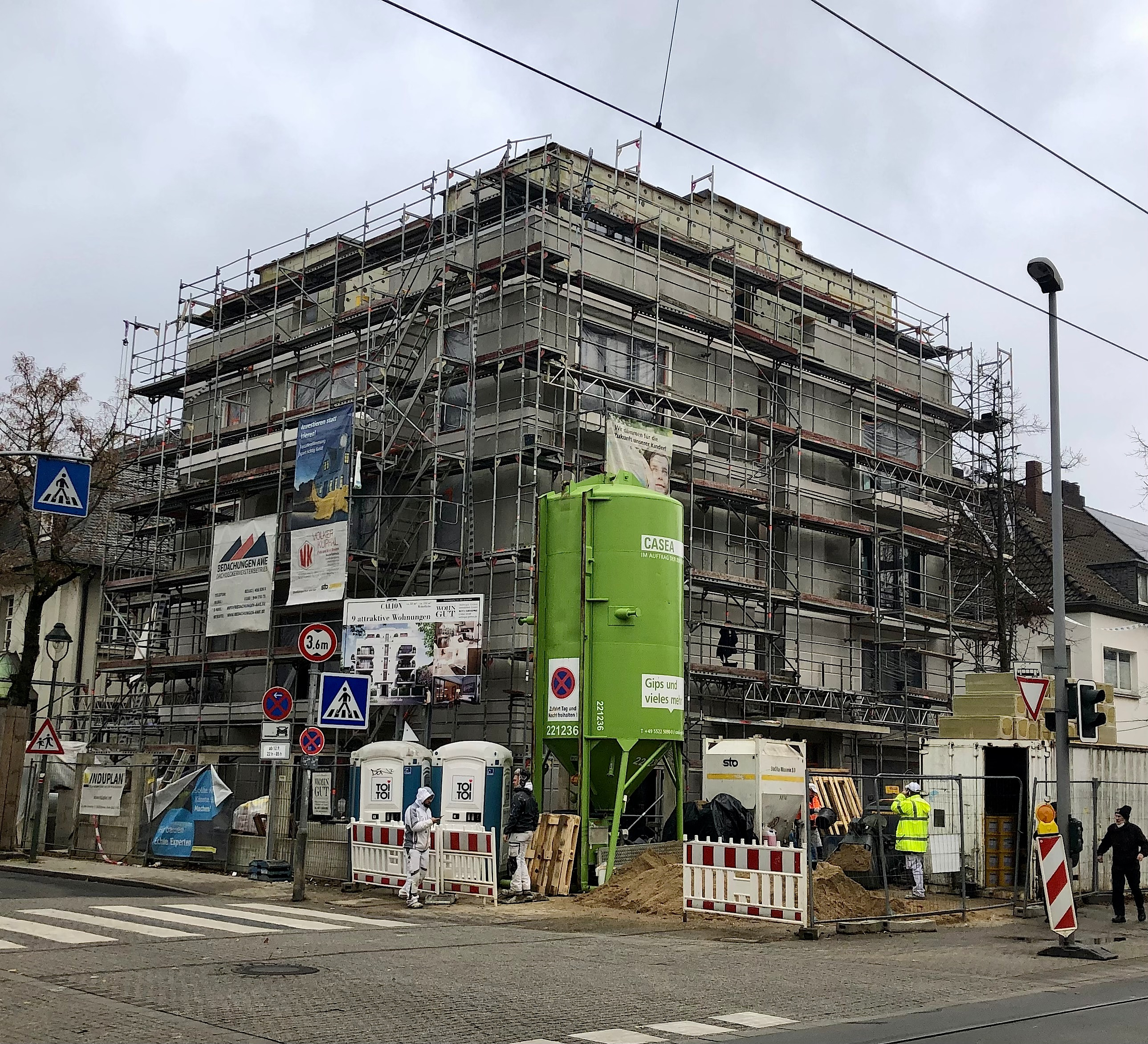
Декабрь 2022 года
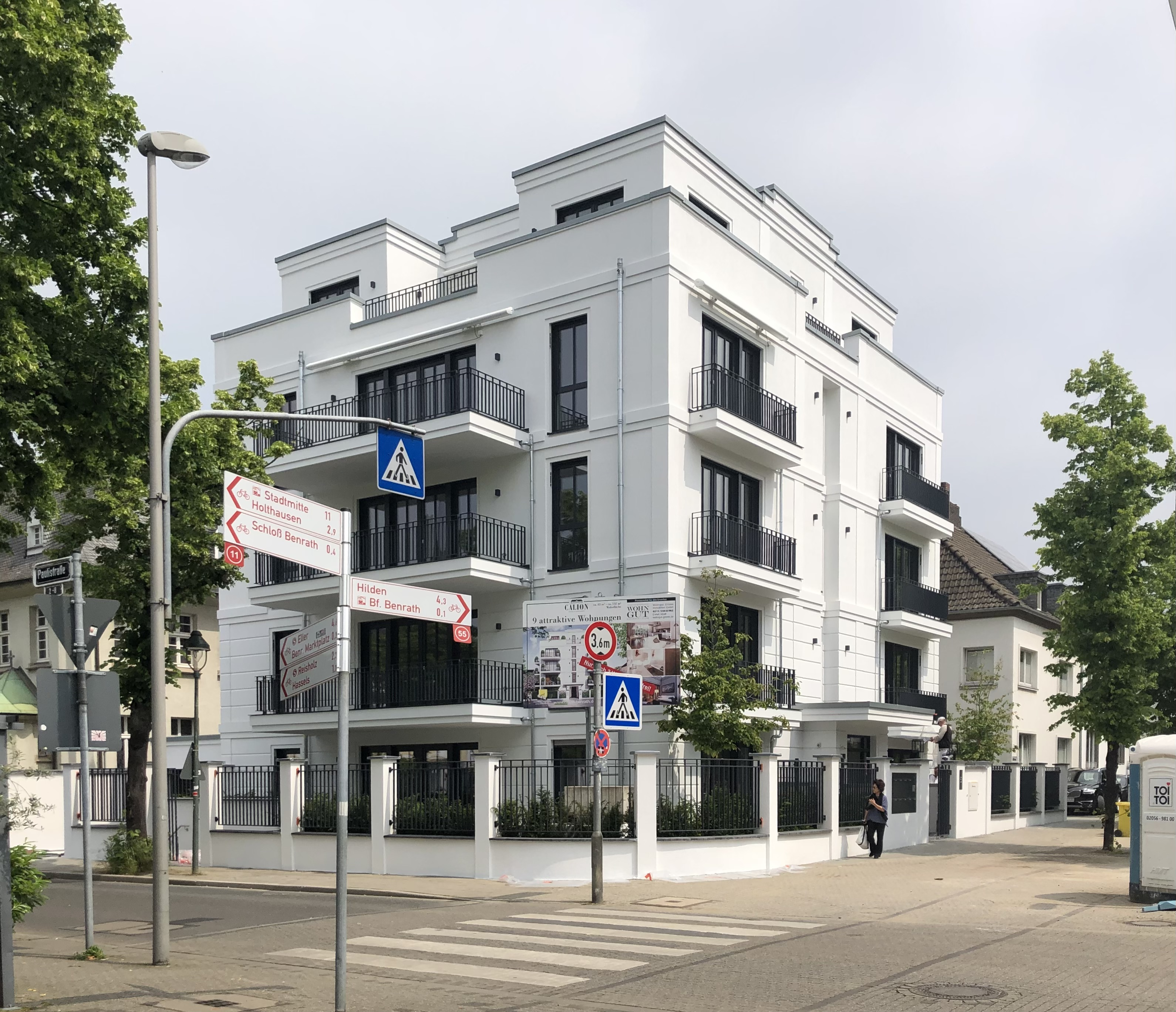
Май 2023 года

## Значение
Улица Хойбесштрассе имеет важное значение в жизни Бенрата. По ней проходят наиболее интенсивные линии общественного транспорта и кратчайший путь от вокзала к дворцу и парку Бенрат, а также в торговый центр Бенрата. Улица используется для организации общегородских мероприятий, например, летом здесь размещается часть пивных павильонов во время празднования международных дней пива в Бенрате, куда привозятся около 700 сортов пива со всей Германии, Чехии, Бельгии и других стран Европы.